# Noragjughj
Ej att förväxla med byn Noragjugh i Nagorno-Karabach, se Noragjugh.
Noragjugh (armeniska: Նորագյուղ) är en stadsdel i distriktet Kentron i Armeniens huvudstad Jerevan. Den är, liksom Kond, ett av de sju ursprungliga grannskapsområdena i det tidiga Jerevan.
Planer har diskuterats för en omfattande omvandling av stadsdelen, inkluderande utbyggnad med nya affärsdistrikt. [uppföljning saknas]